# Gorostiaga (Buenos Aires)

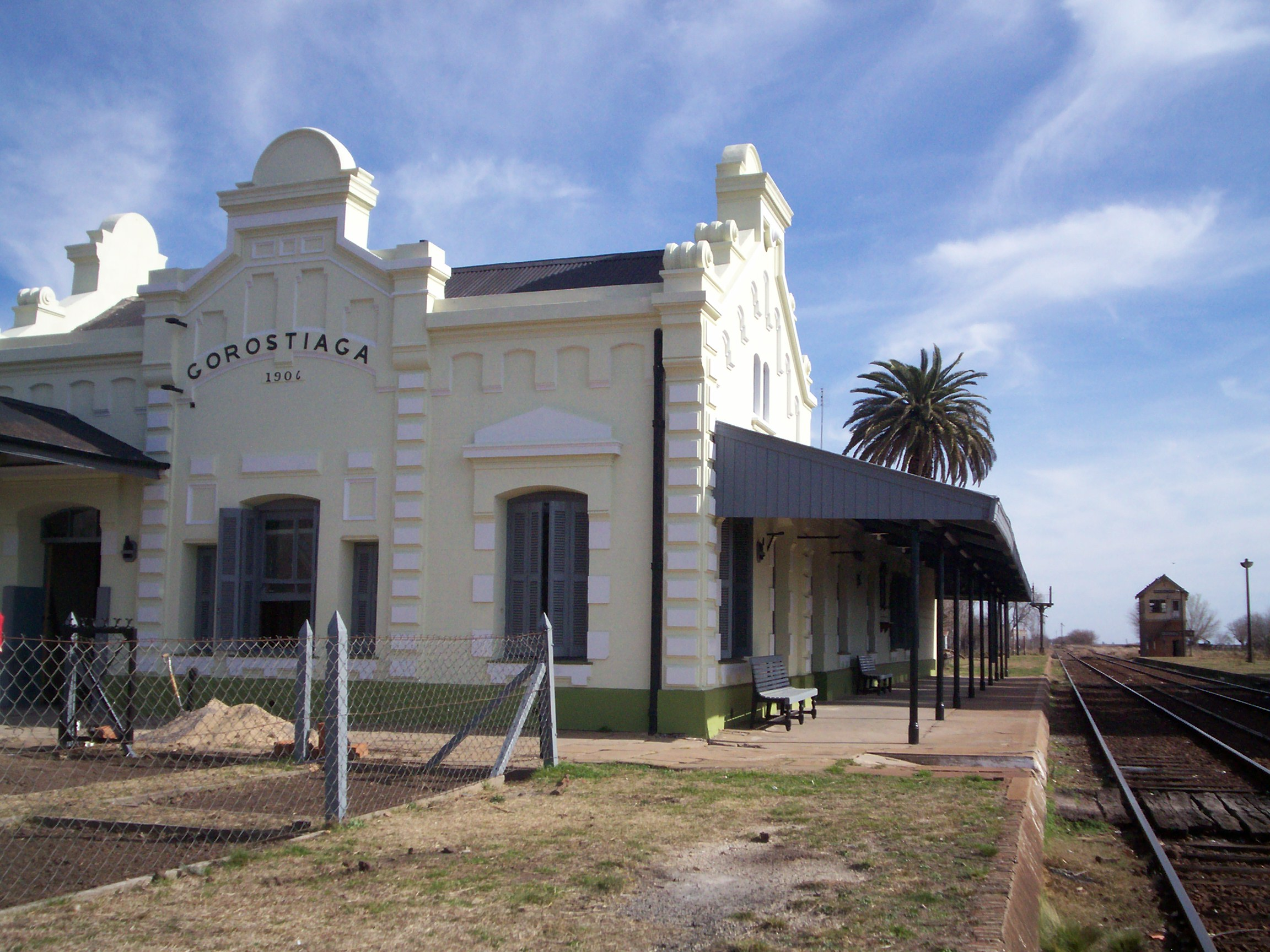
Estación Gorostiaga FFCC Sarmiento

Gorostiaga es una localidad argentina de la provincia de Buenos Aires, perteneciente al partido de Chivilcoy.

## Historia
El origen de la localidad se remonta a principios de siglo XX, si bien los orígenes poblacionales son muy anteriores, ya que antes era habitado por indígenas. 
Ya hacia 1840, las tierras, que conformaron un enorme latifundio, pasan a pertenecer a la familia Gorostiaga, otorgadas a la familia como sucesión de Félix Frías originario de Santiago del Estero, de donde es oriunda la familia , y de donde tuvieron que huir luego que el patriarca de la familia, Pedro Pablo, fuera asesinado por el gobernador Ibarra.( se le reconoce ascendencia española, siguiendo la línea genealógica hasta el dominio árabe de España en el siglo XII).
Al fallecimiento de Doña Bernarda Frías de Gorostiaga, las tierras se dividen en la sucesión entre sus hijos, entre los que se encuentra José Benjamín Gorostiaga, uno de los constituyentes de la asamblea de 1853 y principal redactor la constitución argentina.
Hacia 1866, se extiende el Ferrocarril Oeste (hoy Sarmiento) en su nuevo tramo estación Mercedes -Chivilcoy, originándose las estaciones intermedias de Manuel José García, Suipacha y Gorostiaga. Esta última se inauguró el mismo día que la estación Chivilcoy Sud, el ll de septiembre de 1866, pero el Pueblo no se fundó hasta unos años más tarde cuando, al fallecer Bernarda Frías, sus tierras se dividen entre sus hijos, correspondiéndole a Elisa Gorostiaga el sector sudoeste de la Estancia. Al fallecimiento de esta, sus sucesores lotean parte de las tierras, con el fin de crear un Pueblo al que se le llamó "Villa Santa Elisa", aunque este nombre no logró acogida de los pobladores, quienes siguieron denominando a su pueblo "Gorostiaga", como se denominase la estación ferroviaria.
Con el auge del Ferrocarril, cobró cierta importancia al inaugurarse el extinto "Ramal Anderson", un ramal ferroviario que, uniendo un importante número de localidades rurales, tuvo una extensión aproximada de 90 km, y fue clausurado hacia 1989.
Hoy, es la segunda localidad rural en importancia poblacional dentro de la jurisdicción de Chivilcoy, después de Moquehuá.
Estratégicamente ubicada, junto a la Ruta Nacional 5 (km 150), sobrevive a la emigración de la población joven gracias a la importante actividad agropecuaria de la zona.

## Población
Cuenta con 324 habitantes (Indec, 2010), lo que representa un descenso del 16% frente a los 386 habitantes (Indec, 2001) del censo anterior.
| Gráfica de evolución demográfica de Gorostiaga entre 1991 y 2010 |
|                                                                  |
| Fuente: Censos nacionales del INDEC                              |